# 蒙特罗斯 (南达科他州)
蒙特罗斯（英語：Montrose），是美国南达科他州下属的一座城市。根据2010年美国人口普查，该市有人口466人。论人口在本州排行第122。